# Palmipenna aeoleoptera
Palmipenna aeoleoptera är en insektsart som beskrevs av Mike D. Picker 1987. Palmipenna aeoleoptera ingår i släktet Palmipenna och familjen Nemopteridae. Inga underarter finns listade i Catalogue of Life.